# Которинау (Муреш)
Которинау (рум. Cotorinău) насеље је у Румунији у округу Муреш у општини Рачу. Oпштина се налази на надморској висини од 412 m.

## Становништво
Према подацима из 2002. године у насељу је живело 19 становника, од којих су сви румунске националности.